# Liste der Bundeswehrstandorte in Bayern
Die Liste der Bundeswehrstandorte in Bayern zeigt alle aktuellen Standorte, in denen Einheiten oder Posten der Bundeswehr im Bundesland Bayern stationiert sind. Verlegungen der Einheiten zu anderen Standorten, Umbenennung und Auflösungen sowie Schließungen von Liegenschaften bzw. Standorten, sind in Klammern beschrieben. Die Abkürzungen, welche in Klammern hinter der jeweiligen Dienststelle bzw. Teilen von einer solchen aufgeführt sind, kennzeichnen die Zugehörigkeit zur jeweiligen Teilstreitkraft bzw. zum jeweiligen Organisationsbereich und stehen für:
1. Teilstreitkräfte und Zentrale Organisationsbereiche: Heer (H), Luftwaffe (L), Marine (M), Streitkräftebasis (SKB), Cyber- und Informationsraum (CIR), Zentraler Sanitätsdienst (ZSan)
2. Organisationsbereich Ausrüstung, Informationstechnik und Nutzung (AIN).
3. Organisationsbereich Personal (P).
4. Organisationsbereich Infrastruktur, Umweltschutz und Dienstleistungen (IUD).
Die Abkürzung ZMZ steht für die Zivil-Militärische Zusammenarbeit. Verbindungs-Dienststellen der ZMZ sind teilaktiv. Sie werden durch einen Stabsoffizier geführt, welcher als Vertreter der Bundeswehr im Kreis bzw. im Regierungsbezirk fungiert. Er ist mit dem Truppenausweis als Dienstausweis ausgerüstet.
Die Liste enthält außerdem Standorte, die von der Bundeswehr wegen ihrer geringen Dienstpostenanzahl offiziell nicht mehr als „Bundeswehrstandort“ bezeichnet werden. Jedoch sind dort weiterhin Bundeswehrangehörige stationiert. Die Standorte verbleiben lediglich zu Informationszwecken in der Liste. Sie sind in der Auflistung mit dem Zusatz „weniger als 15 Dienstposten“ versehen.

## Standorte
- Altenstadt (Landkreis Weilheim-Schongau)
  - Franz-Josef-Strauß-Kaserne (Heeresflugplatz Altenstadt)
    - Luftlande-/Lufttransportschule (H)
    - Feldwebel-/Unteroffizieranwärterbataillon 3 (H)
    - Sportfördergruppe der Bundeswehr Altenstadt (TerrFüKdoBw)
    - Sanitätsversorgungszentrum Altenstadt (ZSan)
    - weitere Dienststellen

- Ansbach (weniger als 15 Dienstposten)
  - weitere Dienststellen

- Aschau am Inn (weniger als 15 Dienstposten)
  - Güteprüfstelle Bundeswehr Aschau (AIN)

- Bad Reichenhall
  - Hochstaufen-Kaserne, ehemals General-Konrad-Kaserne
    - Stab Gebirgsjägerbrigade 23 (H)
    - Stabs-/Fernmeldekompanie Gebirgsjägerbrigade 23 (H)
    - Einsatz- und Ausbildungszentrum für Tragtierwesen 230 (H)
    - Gebirgsjägerbataillon 231 (H)
    - Gebirgsversorgungskompanie 23 (H)
    - Familienbetreuungszentrum Bad Reichenhall (TerrFüKdoBw)
    - Sanitätsstaffel Einsatz Bad Reichenhall (ZSan)
    - Sanitätsversorgungszentrum Bad Reichenhall (ZSan)
    - Bundeswehr-Dienstleistungszentrum Bad Reichenhall (IUD)
    - weitere Dienststellen

- Bamberg (weniger als 15 Dienstposten)
  - weitere Dienststellen

- Bayerisch Eisenstein
  - Abgesetzter Technischer Zug 358 (L)

- Bischofswiesen
  - Jägerkaserne
    - Gebirgsjägerbataillon 232 (H)
    - Ausbildungs- und Unterstützungskompanie 232 (H)
    - Sportfördergruppe der Bundeswehr Bischofswiesen (TerrFüKdoBw)
    - Sanitätsversorgungszentrum Bischofswiesen (ZSan)
    - weitere Dienststellen

- Bogen
  - Graf-Aswin-Kaserne
    - Panzerpionierbataillon 4 (ZMZ) (H)
    - 5./Schweres Pionierbataillon 901 (H)
    - Familienbetreuungszentrum Bogen (TerrFüKdoBw)
    - Arztgruppe Bogen (ZSan)
    - weitere Dienststellen

  - Bundeswehr-Dienstleistungszentrum Bogen (IUD)

- Cham
  - Nordgaukaserne
    - Stab Panzerbrigade 12 (H) (2018 aus Amberg)
    - Stabs-/Fernmeldekompanie Panzerbrigade 12 (H) (2018 aus Amberg)
    - Ausbildungsunterstützungskompanie 112 (H)
    - Sanitätsversorgungszentrum Cham (ZSan)
    - weitere Dienststellen

- Deggendorf (weniger als 15 Dienstposten)
  - weitere Dienststellen

- Dillingen an der Donau
  - Luitpold-Kaserne
    - Informationstechnikbataillon 292 (CIR)
    - Familienbetreuungszentrum Dillingen (TerrFüKdoBw)
    - Sanitätsversorgungszentrum Dillingen (ZSan)
    - weitere Dienststellen

- Donauwörth
  - Systemzentrum Drehflügler Heer

- Erding
  - Fliegerhorst Erding (Liegenschaft wird vrsl. 2024 aufgegeben)
    - Waffensystemunterstützungszentrum 1 (L) (Verlegung nach Manching geplant)
    - Instandsetzungszentrum 11 (L) (Verlegung nach Manching geplant)
    - Fliegerhorststaffel Erding (L)
    - Flugsicherungssektor Erding (L)
    - Sanitätsversorgungszentrum Erding (ZSan)

  - Wehrwissenschaftliches Institut für Werk- und Betriebsstoffe (AIN)
  - weitere Dienststellen

- Feldafing
  - Fernmeldeschule Feldafing (Liegenschaft wird voraussichtlich 2027 aufgegeben)
    - Teile Ausbildungszentrum CIR (CIR)

- Feldkirchen
  - Gäubodenkaserne
    - Sanitätslehrregiment (ZMZ) (ZSan)
    - Kraftfahrausbildungszentrum Feldkirchen (SKB)
    - Zentrum für Einsatzausbildung und Übungen des Sanitätsdienstes der Bundeswehr (ZSan) (wird aufgelöst)
    - Sanitätsversorgungszentrum Feldkirchen (ZSan)
    - weitere Dienststellen

- Freising
  - Abgesetzter Technischer Zug 248 (L)

- Freyung
  - Kaserne am Goldenen Steig
    - Aufklärungsbataillon 8 (H)
    - Sanitätsversorgungszentrum Freyung (ZSan)
    - weitere Dienststellen

- Fürstenfeldbruck (Liegenschaft wird vrsl. 2023 aufgegeben)
  - Fliegerhorst Fürstenfeldbruck
    - Offizierschule der Luftwaffe (L) (verlegt nach Roth)
    - Ausbildungszentrum für abbildende Aufklärung der Luftwaffe (L) (Verlegung nach Jagel geplant)
    - Führungsunterstützungssektor 1 (L) (Verlegung nach Schortens geplant)
    - Teile Zentrum für Geoinformationswesen der Bundeswehr (CIR) (verlegt nach Euskirchen)
    - Sanitätsversorgungszentrum Fürstenfeldbruck (ZSan)
    - Bundeswehr-Dienstleistungszentrum Fürstenfeldbruck (IUD)

- Fürth (weniger als 15 Dienstposten)
  - Güteprüfstelle Bundeswehr Nürnberg (AIN)

- Füssen
  - Allgäu-Kaserne, ehemals Generaloberst-Dietl-Kaserne
    - Aufklärungsbataillon 10 (H)
    - 1./Versorgungsbataillon 8 (H)
    - 5./Versorgungsbataillon 8 (H)
    - 6./Versorgungsbataillon 8 (H)
    - 7./Versorgungsbataillon 8 (H)
    - Gebirgsaufklärungskompanie 23 (H)
    - Sanitätsversorgungszentrum Füssen (ZSan)
    - weitere Dienststellen

- Garching bei München
  - Christoph-Probst-Kaserne
    - Zentrales Institut des Sanitätsdienstes der Bundeswehr München (ZSan)
    - Außenstelle Bundeswehrkrankenhaus Ulm

- Garmisch-Partenkirchen
  - General-Krafft-von-Dellmensingen-Kaserne
    - Gebirgsmusikkorps der Bundeswehr (SKB)
    - Dienstältester Deutscher Offizier Deutscher Anteil George C. Marshall Centre (SKB)

- Graben
  - Fliegerhorst Lechfeld
    - Technisches Ausbildungszentrum der Luftwaffe Abt. Süd (L) (ab 2017 aus Kaufbeuren)
    - Flugbetriebskomponente Taktisches Luftwaffengeschwader 74 (L)
    - Teile Ausbildungszentrum CIR (CIR)
    - Sanitätsversorgungszentrum Untermeitingen (ZSan)
    - weitere Dienststellen

- Grafenwöhr
  - Truppenübungsplatz Grafenwöhr
    - Lager Gebäude 449
      - Deutscher militärischer Vertreter bei der Truppenübungsplatzkommandantur Grafenwöhr (SKB)
      - Deutscher Anteil United States Army in Europe, Stabsoffizier bei Joint Multinational Readiness Corps
      - Bundeswehr Informationstechnik Grafenwöhr
      - Sanitätsunterstützungszentrum Kümmersbruck Teileinheiten Grafenwöhr Sanitätsbereich Übende Truppe Grafenwöhr
      - Unterstützungspersonal Standortältester Grafenwöhr

- Greding
  - Wehrtechnische Dienststelle für Informationstechnologie und Elektronik (WTD 81) (AIN)
  - weitere Dienststellen

- Hammelburg
  - Saaleck-Kaserne
    - Infanterieschule (H)
    - Vereinte Nationen Ausbildungszentrum Bundeswehr (H)
    - Kraftfahrausbildungszentrum Simulator Hammelburg (SKB)
    - Sanitätsstaffel Einsatz Hammelburg (ZSan)
    - Sanitätsunterstützungszentrum Hammelburg (ZSan)
    - Sanitätsversorgungszentrum Hammelburg (ZSan)
    - Sanitätsstaffel Einsatz (ZSan)
    - Bundeswehrfeuerwehr Hammelburg (IUD)
    - Bundeswehr-Dienstleistungszentrum Hammelburg (IUD)
    - weitere Dienststellen

  - General-Heusinger-Kaserne
    - Truppenunterkunft ohne feste Belegung

  - Truppenübungsplatz Hammelburg (SKB)
    - Truppenübungsplatzkommandantur Hammelburg (SKB)

- Hof
  - Oberfranken-Kaserne, ehemals General-Hüttner-Kaserne
    - Zentrale Untersuchungsstelle der Bundeswehr für Technische Aufklärung (CIR)
    - weitere Dienststellen

- Ingolstadt
  - Pionierkaserne auf der Schanz
    - Pionierschule (H)
    - Panzerpionierbataillon 8 (ZMZ) (H)
    - Pionierbataillon 905 (na) (H)
    - Gebirgspionierkompanie 23 (H)
    - Deutscher Anteil Military Engineering Center of Excellence der NATO (H)
    - Sanitätsversorgungszentrum Ingolstadt (ZSan)
    - Bundeswehr-Dienstleistungszentrum Ingolstadt (IUD)
    - weitere Dienststellen

- Kaufbeuren
  - Fliegerhorst Kaufbeuren
    - Technisches Ausbildungszentrum der Luftwaffe Abt. Süd (L)
    - Arztgruppe Kaufbeuren (Sanitätsversorgungszentrum Altenstadt)(ZSan)
    - Bundeswehr-Dienstleistungszentrum Kaufbeuren (IUD)
    - weitere Dienststellen

- Kempten (Allgäu) (zukünftig weniger als 15 Dienstposten)
  - Verpflegungsamt der Bundeswehr Außenlager Kempten (IUD) (Liegenschaft wird vrsl. 2018 aufgegeben)
  - weitere Dienststellen

- Kleinaitingen
  - Ulrich-Kaserne
    - Zentrum Elektronischer Kampf Fliegende Waffensysteme (L)
    - Fachschule der Bundeswehr für Informationstechnik (CIR)
    - Kraftfahrausbildungszentrum Kleinaitingen (SKB)
    - Regionalstab Territoriale Aufgaben der Bundeswehr Süd (SKB)
    - weitere Dienststellen

- Kümmersbruck
  - Schweppermann-Kaserne
    - Logistikbataillon 472 (SKB)
    - Kraftfahrausbildungszentrum Kümmersbruck (SKB)
    - Familienbetreuungszentrum Kümmersbruck (TerrFüKdoBw)
    - Sanitätsstaffel Einsatz Kümmersbruck (ZSan)
    - Sanitätsunterstützungszentrum Kümmersbruck (ZSan)
    - Sanitätsversorgungszentrum Kümmersbruck (ZSan)
    - weitere Dienststellen

- Landsberg am Lech
  - Welfen-Kaserne
    - Instandsetzungszentrum 13 (L)
    - Bundeswehrfeuerwehr Instandsetzungszentrum (IUD)

  - Bundeswehr-Dienstleistungszentrum Landsberg am Lech (IUD)
  - weitere Dienststellen

- Lindenberg i. Allgäu (weniger als 15 Dienstposten)
  - Güteprüfstelle Bundeswehr Immenstaad (AIN)

- Manching
  - Flugplatz Ingolstadt-Manching
    - Waffensystemunterstützungszentrum 1 (L) (aus Erding, Zeitpunkt unklar)
    - Instandsetzungszentrum 11 (L) (aus Erding, Zeitpunkt unklar)
    - Systemzentrum 14 (L)
    - Wehrtechnische Dienststelle für Luftfahrzeuge-Musterprüfwesen für Luftfahrtgerät (WTD 61) (AIN)
    - Bundeswehrfeuerwehr Wehrtechnische Dienststelle (IUD)
    - weitere Dienststellen

- Mittenwald
  - Edelweiß-Kaserne
    - Gebirgsjägerbataillon 233 (H)
    - Ausbildungs- und Unterstützungskompanie 233 (H)
    - 2./Versorgungsbataillon 8 (H)
    - Sanitätsversorgungszentrum Mittenwald (ZSan)
    - weitere Dienststellen

  - Karwendel-Kaserne, ehem. General-Kübler-Kaserne
    - Gebirgs- und Winterkampfschule (H)

  - Luttensee-Kaserne
    - Teile Gebirgs- und Winterkampfschule (H)

- München (Siehe Liste der Militärkasernen in München)
  - Ernst-von-Bergmann-Kaserne
    - Sanitätsakademie der Bundeswehr (ZSan)
    - Institut für Mikrobiologie der Bundeswehr (ZSan)
    - Institut für Pharmakologie und Toxikologie der Bundeswehr (ZSan)
    - Institut für Radiobiologie der Bundeswehr (ZSan)
    - Sanitätsunterstützungszentrum München (ZSan)
    - Sanitätsversorgungszentrum München (ZSan)
    - Bundeswehrfachschule München (P)
    - Karrierecenter der Bundeswehr (P)

  - Fürst-Wrede-Kaserne
    - Landeskommando Bayern (SKB)
    - 1./Feldjägerregiment 3 (SKB)
    - 3./Feldjägerregiment 3 (SKB)
    - Kraftfahrausbildungszentrum München (SKB)
    - MAD-Stelle 6
    - Familienbetreuungszentrum München (TerrFüKdoBw)
    - weitere Dienststellen

  - Liegenschaft Dachauer Straße 128
    - Bundeswehr-Dienstleistungszentrum München (IUD)
    - Kompetenzzentrum Baumanagement (IUD)
    - Truppendienstgericht Süd 1. Kammer (R)

- Münchsmünster
  - Dienstgebäude
    - Pionierschule Bauinstandsetzungseinrichtung (H)
    - weitere Dienststellen

- Murnau a. Staffelsee
  - Werdenfelser Kaserne
    - Informationstechnikbataillon 293 (CIR)
    - Sanitätsversorgungszentrum Murnau (ZSan)
    - weitere Dienststellen

- Neubiberg
  - Liegenschaft Werner-Heisenberg-Weg 39, ehemals Fliegerhorst Neubiberg
    - Universität der Bundeswehr München (P)
    - Sportfördergruppe der Bundeswehr München (TerrFüKdoBw)
    - Sanitätsversorgungszentrum Neubiberg (ZSan)
    - Bundeswehrfeuerwehr Universität der Bundeswehr (IUD)
    - weitere Dienststellen

- Neuburg an der Donau
  - Fliegerhorst Neuburg und Wilhelm-Frankl-Kaserne
    - Taktisches Luftwaffengeschwader 74 (L)
      - Fliegende Gruppe Taktisches Luftwaffengeschwader 74 (L)
      - Technische Gruppe Taktisches Luftwaffengeschwader 74 (L)

    - Sanitätsversorgungszentrum Neuburg (ZSan)
    - Bundeswehrfeuerwehr Flugplatz (IUD)
    - weitere Dienststellen

- Nürnberg
  - Karrierecenter der Bundeswehr (P)

- Oberammergau
  - Dienstältester Deutscher Offizier Deutscher Anteil NATO-Schule SHAPE (SKB)
  - Teile Bildungszentrum der Bundeswehr (P)
  - weitere Dienststellen

- Oberviechtach
  - Grenzland-Kaserne
    - Panzergrenadierbataillon 122 (H) (Verlegung nach Litauen für 2025 geplant)
    - Artilleriebataillon 131 (H) (Verlegung aus Weiden (Oberpfalz) für 2025 geplant)
    - Arztgruppe Oberviechtach (ZSan)
    - weitere Dienststellen

- Ottobrunn
  - Teile Planungsamt der Bundeswehr (SKB)
  - weitere Dienststellen

- Penzing
  - Fliegerhorst Penzing (Liegenschaft wird vrsl. 2019 aufgegeben)
    - Teile Bundeswehr-Dienstleistungszentrum Landsberg am Lech (IUD)

- Pfreimd
  - Oberpfalz-Kaserne
    - Panzerbataillon 104 (H)
    - Gebirgspanzerbataillon 8 (ta) (H)
    - 2./Versorgungsbataillon 4 (H)
    - Sanitätsversorgungszentrum Pfreimd (ZSan)
    - weitere Dienststellen

- Pöcking
  - General-Fellgiebel-Kaserne
    - Ausbildungszentrum CIR (CIR)
    - Sanitätsversorgungszentrum Pöcking (ZSan)
    - weitere Dienststellen

- Regen
  - Bayerwald-Kaserne
    - Panzergrenadierbataillon 112 (H)
    - Sanitätsversorgungszentrum Regen (ZSan)
    - weitere Dienststellen

- Regensburg (weniger als 15 Dienstposten)
  - Bajuwaren-Kaserne
    - Zivilberufliche Aus- und Weiterbildung Betreuungsstelle Regensburg
    - weitere Dienststellen

- Roding
  - Arnulf-Kaserne
    - Versorgungsbataillon 4 (H)
    - 8./Feldjägerregiment 3 (SKB)
    - Sanitätsversorgungszentrum Roding (ZSan)
    - weitere Dienststellen

- Roth
  - Otto-Lilienthal-Kaserne
    - Offizierschule der Luftwaffe (L) (aus Fürstenfeldbruck)
    - 7./Luftwaffenausbildungsbataillon (L) (Verlegung nach Germersheim geplant)
    - 8./Luftwaffenausbildungsbataillon (L) (Verlegung nach Germersheim geplant)
    - 9./Feldjägerregiment 3 (SKB)
    - Sanitätsversorgungszentrum Roth (ZSan)
    - Heimatschutzregiment 1
    - weitere Dienststellen

- Röthenbach an der Pegnitz (weniger als 15 Dienstposten)
  - Güteprüfstelle Bundeswehr Nürnberg (AIN)

- Schneizlreuth
  - Kaserne
    - Wehrtechnische Dienststelle für Schutz- und Sondertechnik (WTD 52) (AIN)
    - Bundeswehrfeuerwehr Wehrtechnische Dienststelle (IUD)
    - weitere Dienststellen

- Schrobenhausen (weniger als 15 Dienstposten)
  - Güteprüfstelle Bundeswehr Ulm (AIN)

- Schwarzenbach am Wald
  - Radarstellung Schwarzenbach am Wald
    - Abgesetzter Technischer Zug 357 (L)

- Sonthofen
  - Generaloberst-Beck-Kaserne
    - Brandschutzamt der Bundeswehr (IUD)
    - weitere Dienststellen

  - Jägerkaserne
    - Schule ABC-Abwehr und Gesetzliche Schutzaufgaben (SKB)
    - Sanitätsversorgungszentrum Sonthofen (ZSan)
    - weitere Dienststellen

  - Grünten-Kaserne
    - Sportfördergruppe der Bundeswehr Sonthofen (TerrFüKdoBw)
    - 3./Versorgungsbataillon 8 (H)
    - 4./Versorgungsbataillon 8 (H)
    - Zahnarztgruppe Sonthofen (ZSan)
    - weitere Dienststellen

- Traunstein (weniger als 15 Dienstposten)
  - Dienstgebäude
    - Sachgebiet Karriere- und Beratungsbüro Traunstein

- Unterschleißheim (weniger als 15 Dienstposten)
  - Dienstgebäude
    - Güteprüfstelle Bundeswehr Unterschleißheim (AIN)

- Veitshöchheim
  - Balthasar-Neumann-Kaserne
    - Stab 10. Panzerdivision (H)
    - Stabs-/Fernmeldekompanie 10. Panzerdivision (H)
    - Fernmeldebataillon 10 (H)
    - Unterstützungsbataillon Einsatz 10 (na) (H)
    - Heeresmusikkorps Veitshöchheim (SKB)
    - 5./Feldjägerregiment 3 (SKB)
    - Familienbetreuungszentrum Veitshöchheim (TerrFüKdoBw)
    - Sanitätsversorgungszentrum Veitshöchheim (ZSan)
    - Bundeswehrfachschule Würzburg (P)
    - Bundeswehr-Dienstleistungszentrum Veitshöchheim (IUD)
    - weitere Dienststellen

- Volkach
  - Mainfranken-Kaserne
    - Logistikregiment 4
    - Logistikbataillon 467 (SKB)
    - Sanitätsversorgungszentrum Volkach (ZSan)
    - weitere Dienststellen

- Weiden in der Oberpfalz
  - Major-Radloff-Kaserne
    - Artilleriebataillon 131 (H) (Verlegung nach Oberviechtach für 2025 geplant)
    - Panzerartilleriebataillon 375 (H)
    - Ausbildungsunterstützungskompanie 122 (H)
    - Sanitätsversorgungszentrum Weiden (ZSan)
    - weitere Dienststellen

- Wendelstein (weniger als 15 Dienstposten)
  - Güteprüfstelle Bundeswehr Nürnberg (AIN)

- Weßling (weniger als 15 Dienstposten)
  - Güteprüfstelle Bundeswehr Ottobrunn (AIN)

- Wildflecken
  - Rhön-Kaserne
    - Gefechtssimulationszentrum Heer (H)
    - Truppenübungsplatzkommandantur Wildflecken (SKB)
    - Bundeswehrfeuerwehr Wildflecken (IUD)
    - Arztgruppe Wildflecken (ZSan)
    - weitere Dienststellen

  - Truppenübungsplatz Wildflecken

- Würzburg (weniger als 15 Dienstposten)
  - Dienstgebäude Wenzelstraße 19
    - Karriereberatungsbüro Würzburg